# Список первых леди Чехословакии
Первая леди Чехословакии (чеш. První dáma Československa, словац. Prvá dáma Československa) — неофициальный титул женщин, связанных с президентом Чехословакии. Должность первой леди не была официально закреплена в Чехословакии, это была лишь представительская роль, основанная на обычаях и этикете дипломатических отношений. Роль первой леди обычно исполняла жена президента, а иногда и дочь, работавшая с ним в президентской канцелярии. 
После смерти матерей дочери Томаша Гаррига Масарика и Эмиля Гахи выступали в роли первых леди. Алиса Масарикова взяла на себя представительскую роль после смерти своей матери в 1923 году, но из-за болезни Шарлотты Гарриг Масарикой, она фактически сопровождала своего отца ещё до смерти матери. Мария Гахова не дожила до президентства своего мужа, поэтому с 1938 года, во время президентства Эмиля Гахи, её дочь Милада Радлова выполняла эту роль.

## Список первых леди
| Первая леди | Первая леди  | Первая леди                                    | Годы жизни  | Дата регистрации брака | Президент                 | Начало     | Конец                   |
| ----------- | ------------ | ---------------------------------------------- | ----------- | ---------------------- | ------------------------- | ---------- | ----------------------- |
| 1           |              | Шарлотта Гарриг Масарикова (урождённая Гарриг) | (1850—1923) | 15.03.1878             | Томаш Гарриг Масарик      | 14.11.1918 | 13.05.1923 (скончалась) |
| 2           |              | Алиса Гарриг Масарикова                        | (1879—1966) | (дочь президента)      | Томаш Гарриг Масарик      | 13.05.1923 | 14.12.1935              |
| 3           |              | Гана Бенешова (урождён. Анна Влчкова)          | (1885—1974) | 06.11.1909             | Эдвард Бенеш              | 18.12.1935 | 05.10.1938              |
| 4           |              | Милада Радлова (урождённая Гахова)             | (1903—1989) | (дочь президента)      | Эмиль Гаха                | 30.11.1938 | 15.03.1939              |
| 3           |              | Гана Бенешова (урождён. Анна Влчкова)          | (1885—1974) | 06.11.1909             | Эдвард Бенеш (в изгнании) | 21.07.1940 | 02.04.1945              |
| 3           | Эдвард Бенеш | Гана Бенешова (урождён. Анна Влчкова)          | (1885—1974) | 06.11.1909             | 02.04.1945                | 07.06.1948 |                         |
| 5           |              | Марта Готвальдова (урождённая Голубова)        | (1899—1953) | 21.03.1928             | Клемент Готвальд          | 14.06.1948 | 14.03.1953              |
| 6           |              | Мария Запотоцкая (урождённая Скленичкова)      | (1890—1981) | 22.09.1922             | Антонин Запотоцкий        | 21.03.1953 | 13.11.1957              |
| 7           |              | Божена Новотная (урождённая Фридрихова)        | (1910—1980) | декабрь 1929           | Антонин Новотный          | 19.11.1957 | 22.01.1968              |
| 8           |              | Ирена Свободова (урождённая Стратилова)        | (1901—1980) | 11.06.1923             | Людвик Свобода            | 30.03.1968 | 28.05.1975              |
| 8           |              | Вера Гусакова (урождённая Чаславска)           | (1923—1977) | 1973                   | Людвик Свобода            | 29.05.1975 | 20.10.1977              |
| 8           |              | Ольга Гавлова (урождённая Шплихалова)          | (1933—1996) | 09.07.1964             | Вацлав Гавел              | 29.12.1989 | 20.07.1992              |